# دروک (سبزوار)
دروک، روستایی است از توابع بخش روداب و در شهرستان سبزوار استان خراسان رضوی ایران.

## جمعیت
این روستا در دهستان فروغن قرار داشته و بر اساس سرشماری سال ۱۳۸۵ جمعیت آن ۱۱۹ نفر (۳۸ خانوار)
بوده‌است.